# Аріобарзан (цар)
Аріобарзан (Архобарзан) (д/н — після 151 до н. е.) — останній цар племінного союзу масесиліїв.

## Життєпис
Син царя Верміни. Неводоми коли та за яких обставин спадкував владу. На той час ймовірно мав володіння лише на кордоні з Мавретанією, можливо Аріобарзану підпорядковувалися лише представники його клану.
Перша згадка відноситься до 157 року до н. е., коли Марк Порцій Катон повідомим про потужне військо Аріобарзана на кордоні карфагенських володінь. Катон запевнив, що це загроза не Масиніссі, царю Нумідії, а Риму. 153 року до н. е. з цього приводу прибуло римське посольство, яке втік не попередило війну Карфагену і Нумідією 151 року до н. е. Напевне в ній брав участь Аріобарзан. після поразки карфагенян, він втратив рештки володінь.